# Boerenwafels
Boerenwafels zijn een lunchgerecht bestaande uit beschuiten die worden overgoten met een mengsel van ei, melk en suiker. Daarna worden ze gebakken in een koekenpan. De boerenwafels worden geserveerd met bruine suiker, vergelijkbaar met wentelteefjes.